# Regierungsbezirk Hannover
Der Regierungsbezirk Hannover war ein Regierungsbezirk des Landes Niedersachsen. Von 1946 bis 2004 stellte er eine von zunächst insgesamt acht regionalen Verwaltungseinheiten (sechs Regierungs- und zwei Verwaltungsbezirke) dar, in die Niedersachsen gegliedert war.

## Geschichte
Die Geschichte des Regierungsbezirks Hannover geht bis auf das Jahr 1885 zurück, als das 1866 preußisch gewordene ehemalige Königreich Hannover als nunmehr preußische Provinz Hannover in Regierungsbezirke eingeteilt wurde. Vorbild waren die bereits in anderen preußischen Provinzen 1815/16 errichteten Regierungsbezirke. Der Regierungsbezirk Hannover wurde zum 1. April 1885 aus der seit 1823 bestehenden Landdrostei Hannover gebildet.

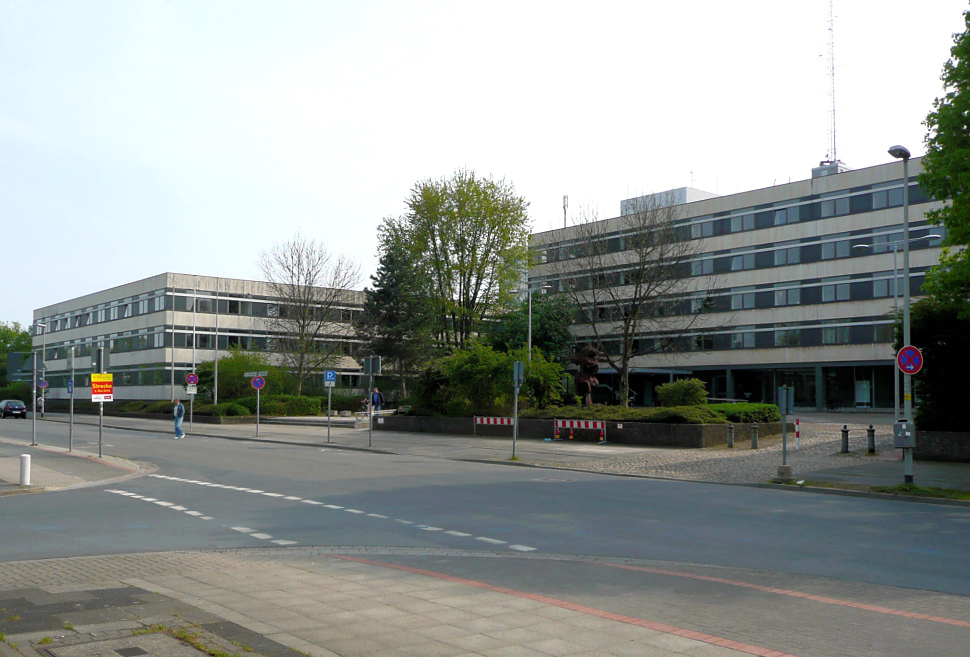
Früheres Dienstgebäude in Hannover am Waterlooplatz, heute Behördenhaus Hannover

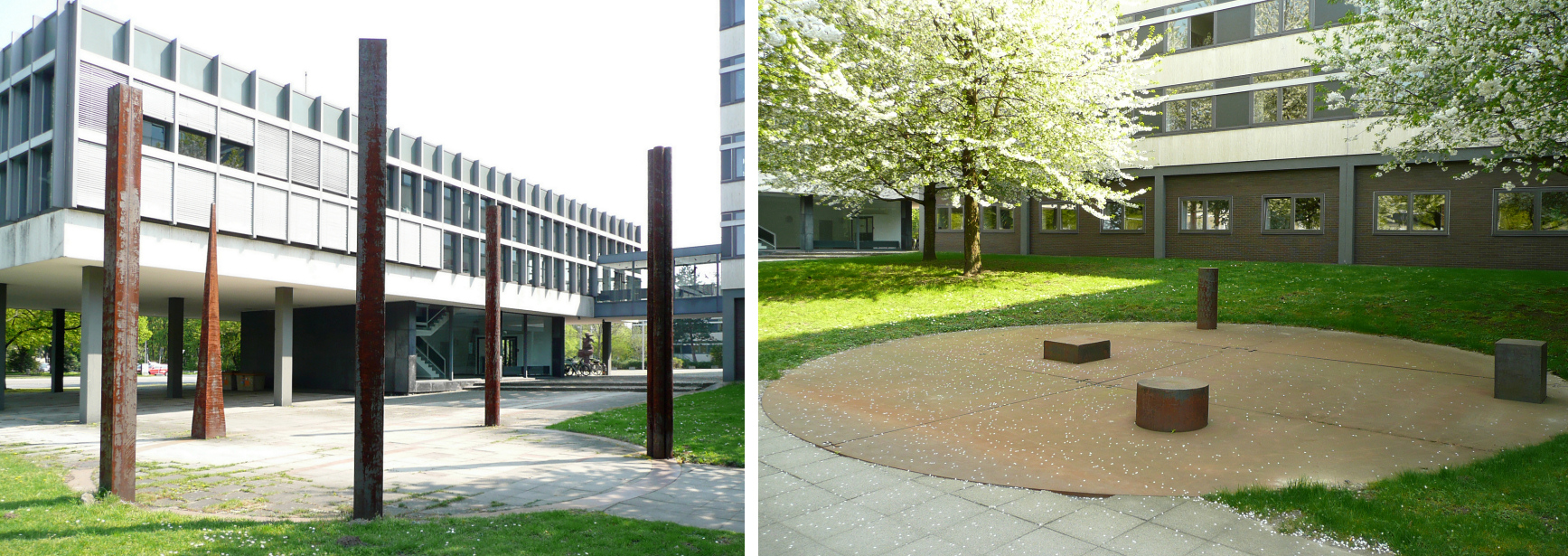
Skulptur Zentren mit Streckungen und Kernen am Dienstgebäude von Ansgar Nierhoff, 1996

Am 1. Februar 1978 wurde der Regierungsbezirk Hannover im Rahmen einer Bezirksreform (mit der Reduzierung auf vier Regierungsbezirke) um die Landkreise Hildesheim und Holzminden aus dem aufgehobenen Regierungsbezirk Hildesheim erweitert. Behörde des Regierungsbezirks Hannover war die landesunmittelbare Mittelbehörde Bezirksregierung Hannover. Sie wurde im Zuge einer als Verwaltungsmodernisierung bezeichneten weiteren Reform aufgehoben. Am 31. Dezember 2004 wurde der Regierungsbezirk Hannover – wie auch die anderen drei niedersächsischen Regierungsbezirke – aufgelöst. Seither dient das frühere Dienstgebäude als Behördenhaus, in dem heute (2012) u. a. das Landeskriminalamt Niedersachsen, die Niedersächsische Landesschulbehörde und weitere Landesbehörden ihren Sitz haben. Anstelle der 2005 eingerichteten Regierungsvertretung wurden 2014 Regionalbeauftragte für das Gebiet des früheren Regierungsbezirkes Hannover in den Grenzen von 1978 bis 2004 berufen. Diese Institution hat ihren Sitz in Hildesheim. Das Zuständigkeitsgebiet wird nunmehr als Leine-Weser bezeichnet. Für Zwecke der Amtlichen Statistik wurden die mit dem vorhergehenden Regierungsbezirken namens- und deckungsgleichen Statistischen Regionen eingeführt, im Fall Hannover mit dem Amtlichen Regionalschlüssel 032.

## Verwaltungsgliederung

### Verwaltungsgliederung 1905
1. Kreis Diepholz
2. Kreis Hameln
3. Landkreis Hannover 
 mit dem Stadtkreis Hannover
4. Kreis Hoya
5. Landkreis Linden 
 mit der Stadt Linden
6. Kreis Neustadt
7. Kreis Nienburg
8. Kreis Springe
9. Kreis Stolzenau
10. Kreis Sulingen
11. Kreis Syke

### Verwaltungsgliederung bis 1974
Vor der Neugliederung der Regierungsbezirke (1. Februar 1978) sowie vor der Kreisreform (1. März 1974 und 1. August 1977) umfasste der Regierungsbezirk Hannover die 
- kreisfreien Städte Hameln und
- Hannover sowie die Landkreise
- Grafschaft Diepholz (Sitz: Diepholz),
- Grafschaft Hoya (Sitz: Syke),
- Grafschaft Schaumburg (Sitz: Rinteln),
- Hameln-Pyrmont (Sitz: Hameln),
- Hannover,
- Neustadt am Rübenberge,
- Nienburg/Weser,
- Schaumburg-Lippe (Sitz: Stadthagen) und
- Springe.

Bei der Kreisreform, die in Niedersachsen im Wesentlichen von 1972 bis 1977 durchgeführt wurde, wurden die Kreise am 1. März 1974 und am 1. August 1977 zu größeren Verwaltungseinheiten zusammengeschlossen und der Stadtkreis Hameln am 1. Januar 1973 in den Landkreis Hameln-Pyrmont integriert.

### Verwaltungsgliederung 2001
Die ehemals kreisfreie Stadt Hannover wurde am 1. November 2001 mit dem Landkreis Hannover zur Region Hannover vereinigt, sodass der Regierungsbezirk Hannover bis zu seiner Auflösung 2004 aus folgenden sieben Verwaltungsbezirken bestand:
- Region Hannover (Kommunalverband besonderer Art)
- Landkreis Diepholz
- Landkreis Hameln-Pyrmont
- Landkreis Hildesheim
- Landkreis Holzminden
- Landkreis Nienburg/Weser
- Landkreis Schaumburg

## Persönlichkeiten

### Regierungspräsidenten
- 1885–1889: Adolf von Cranach (1823–1896)
- 1889–1895: Wilhelm von Bismarck (1852–1901)
- 1895–1903: Hans von Brandenstein (1849–1938)
- 1904–1911: Ernst von Philipsborn (1853–1915)
- 1911–1917: Kurd von Berg-Schönfeld (1856–1923)
- 1917–1933: Friedrich von Velsen (1871–1953)
- 1933–1936: Ulrich Stapenhorst (1878–1965)
- 1936–1942: Rudolf Diels (1900–1957)
- 1942–1943: Kurt Binding (kommissarisch) (1904–1971)
- 000001943: Paul Kanstein (1899–1981)
- 000001945: Hinrich Wilhelm Kopf (1893–1961)
- 1945–1946: Wilhelm Ellinghaus (1888–1961)
- 1946–1959: Theanolte Bähnisch (1899–1973)
- 1959–1966: Friedrich Seitz (1908–1996)
- 1966–1972: Hans-Adolf de Terra (1921–1994)
- 1973–1977: Bernhard Baier (1912–2003)
- 1977–1982: Wolfgang Senger (1925–2009)
- 1982–1989: Eckart Lottermoser (1928–1998)
- 1989–1990: Gottfried Jakob (1935–2011)
- 1990–1991: Jan-Henrik Horn (1944–2002)
- 1991–1994: Hans-Albert Lennartz (* 1949)
- 1994–1998: Werner Greifelt († 2006)
- 1998–2003: Gertraude Kruse (* 1939)

### Weitere Persönlichkeiten
- 1973–1990: Rechtswissenschaftler Johann-Albrecht Haupt